# Michael Zadoorian

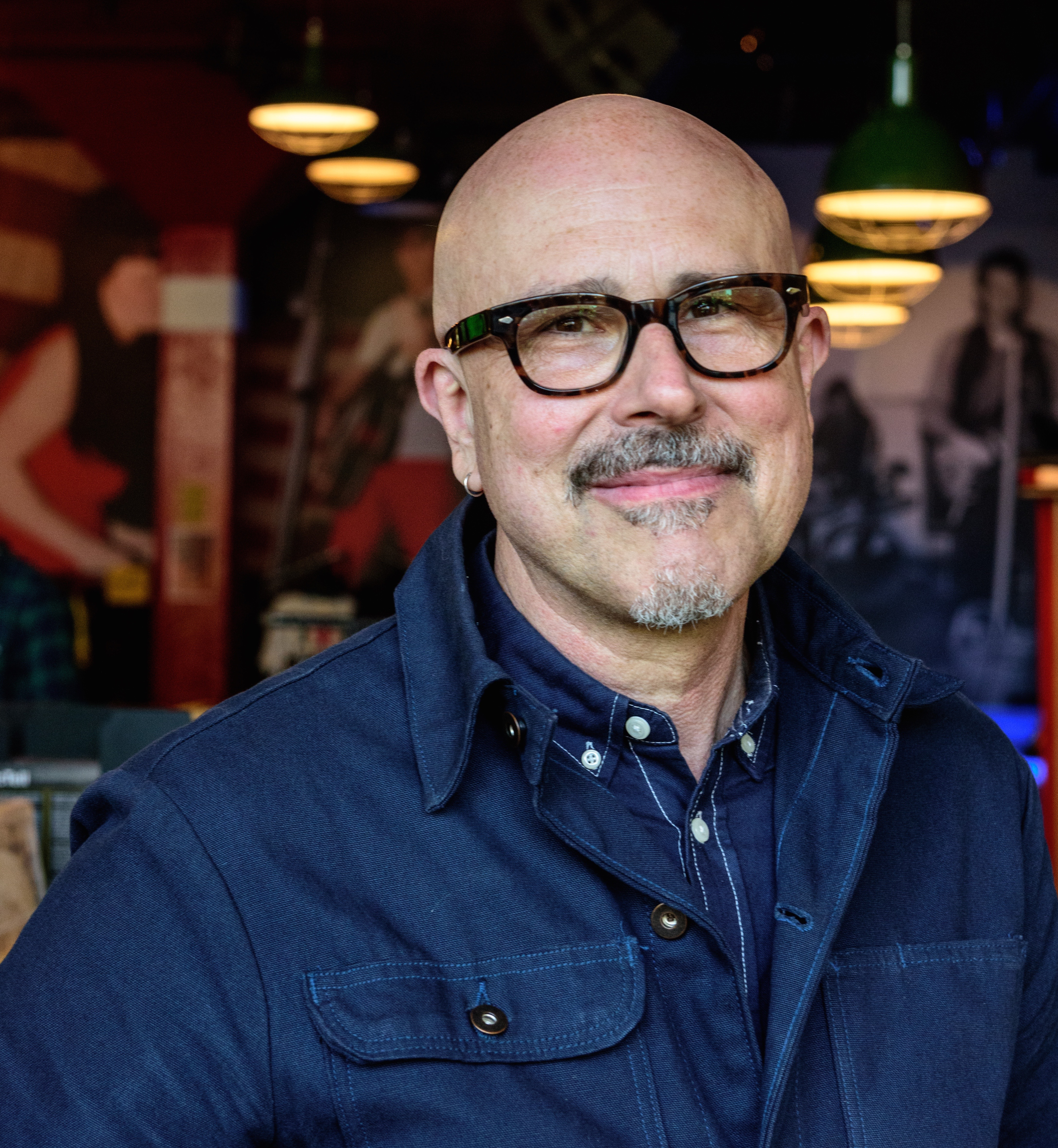
Foto de Michael Zadoorian, por Doug Coombe.

Michael Zadoorian (26 de fevereiro de 1957) é um romancista e contista americano de ascendência armênia.
As obras de Zadoorian exploram temas como amor, morte, música, memória, coisas esquecidas e reencontradas, o poder eidético das imagens fotográficas e Detroit. 
Seu romance mais destacado é The Leisure Seeker, publicado em 2009 pela William Morrow and Company. Em 2018, foi adaptado para o cinema e estrelado por Helen Mirren e Donald Sutherland, sendo dirigido pelo cineasta italiano, Paolo Virzi.

## Vida Pessoal
Morador da região de Detroit, Zadoorian já trabalhou como balconista, guarda de fábrica na Chrysler, classificador de correspondência da United Parcel Service (UPS), jornalista freelance e redator publicitário, passando a maior parte de sua carreira nas agências de publicidade Doner e Campbell Ewald. Ele mora com sua esposa, Rita Simmons, em Ferndale, Michigan.

## Formação como Escritor
Zadoorian nasceu em Detroit, Michigan, filho de Rosemary Zadoorian e Norman Zadoorian, um fotógrafo industrial. Ele se formou na Wayne State University, obtendo o grau de Bacharelado em comunicações e especialização em inglês. Posteriormente, na mesma universidade, estudou com os escritores Charles Baxter, Samuel Astrachan e Christopher Towne Leland. Neste período ganhou três prêmios Tompkins de ficção e ensaio, e uma bolsa de estudos de redação criativa Loughead-Eldridge, concedida pela Wayne State University. Ele obteve o mestrado em escrita criativa em 1994.
Seus contos foram publicados em diversos jornais e revistas, como o The Literary Review, o Beloit Fiction Journal, o American Short Fiction, a Great Lakes Review, a Wisconsin Review, Witness, a North American Review e nas antologias Detroit Noir, On The Clock e Bob Seger's House.

## Publicações e Crítica
Em 2000, a editora WW Norton publicou seu primeiro romance, Second Hand, sobre o dono de uma loja vintage na região de Detroit que busca significado no lixo de outras pessoas. 
O New York Times Book Review se referiu a obra como "um presente dos deuses" e "uma aventura romântica que explora o que Yeats chamou de 'os trapos imundos e loja de ossos do coração'".
O livro foi premiado com o First Fiction Award, oferecido pela Great Lakes Colleges Association, e foi selecionado para os programas Discover Great New Writers, da Barnes & Noble, e Book Sense 76.
Em 2009, a editora William Morrow publicou o segundo romance de Zadoorian, The Leisure Seeker. O romance expõe a vida na estrada de John e Ella, um casal de idosos que foge dos médicos e dos filhos adultos, que impõe restrições às suas vidas, para saírem em uma última férias juntos. A Booklist, em uma crítica com estrela, declarou: “The Leisure Seeker é muito parecido com a própria vida: alegre, doloroso, engraçado, comovente, trágico, misterioso e imperdível.” 
A crítica do Los Angeles Times chamou o romance de "uma história sincera de crianças crescidas lidando com 'coisas', tanto físicas quanto emocionais, que sobraram após a morte de seus pais". A obra também foi um best-seller na Itália e indicada para o IMPAC Dublin Literary Award.
Ainda em 2009, a Wayne State University Press publicou a coletânea de contos The Lost Tiki Palaces Of Detroit, que recebeu o prêmio Michigan Notable Book.
Em 2010, Zadoorian recebeu o Prêmio Literário Anahid, concedido pela Universidade de Columbia. Em 2013, ele foi condecorado com o Kresge Artist Fellowship das artes literárias.
Em 2016, no Festival de Cinema de Cannes, o diretor italiano Paolo Virzi anunciou que The Leisure Seeker seria seu primeiro filme em língua inglêsa, e teria Helen Mirren e Donald Sutherland estrelando Ella e John. O roteiro foi adaptado por Francesca Archibugi, Francesco Piccolo, Stephen Amidon e Virzi. As filmagens se iniciaram em julho de 2016 na Geórgia, e foram finalizadas em setembro de 2016 em Key West, Flórida. O filme foi lançado em março de 2018 nos Estados Unidos.
Em 2018 foi publicado, pela editora Akashic Books, Beautiful Music. Ambientado na Detroit da década de 1970, o livro narra a transformação de um jovem através da música. Danny Yzemski é um rouco e solitário amante da música pop tocada nas rádios, equilibrando uma vida doméstica disfuncional com a dura realidade do primeiro ano em uma escola marcada pela turbulência racial. Após uma tragédia atingir sua família, Danny encontra seu próprio motivo para continuar: o rock'n roll.
A revista The Oprah o apontou como um dos melhores livros do verão: “Danny Yzemski desafina uma família disfuncional com Frank Zappa e Iggy Pop, sacudindo seu punho contracultural para The Man, neste flashback de oito faixas de um romance ambientado na década de 1970 em Detroit.” O The Wall Street Journal o chamou de "cativante história de amadurecimento medida em faixas de álbuns".
Também pela editora Akashic Books, em 2020, foi lançado o seu quarto romance, The Narcissism of Small. Uma obra cômica sobre Joe Keen e Ana Urbanek, um casal de criativo, juntos há muito tempo sem nunca se casarem ou terem filhos. À beira dos quarenta anos, presos entre a cultura dominante e a cultura alternativa, com sinceridade e ironia, retratam uma vida de realização e desenvolvimento interrompidos. Situado na Detroit de 2009, o livro explora os compromissos financeiros, morais e cotidianos que fazemos simplesmente para sobreviver no mundo, e as consequências desses compromissos e as pessoas que nos tornamos por causa deles. 
O livro recebeu críticas positivas da Booklist e da Kirkus Reviews. O Library Journal se referiu a ele como um "romance caloroso e surpreendentemente divertido sobre a crise da meia-idade." A Publishers Weekly afirmou que "a comédia de modos contemporâneos de Zadoorian ressoa em virtude de seus personagens introspectivos e representações dos pequenos momentos da vida que, juntos, têm grande significado."

## Obras

### Romances
- Secund Hand (2000)
- The Leisure Seeker (2009)
- Beautiful Music (2018)
- The Narcissism of Small Differences (2020)

### Conto
- The Lost Tiki Palaces of Detroit (2009)

## Premiações
- Vencedor do Michigan Author Award, da Biblioteca de Michigan (2022).
- Michigan Notable Book Award, Beautiful Music (2018).
- Vencedor do prêmio Great Lakes Great Reads em ficção adulta por Beautiful Music (2018).
- Kresge Fellowship em Artes Literárias (2013).
- International Dublin Literary Award (2011).
- Michigan Notable Book Award, por The Lost Tiki Palaces of Detroit (2010).
- Vencedor do Prêmio Literário Anahid (2010).[14]
- Selecionado para o Prêmio Chronos de Literatura, França (2009).
- Prêmio de Ficção do Great Lakes Colleges Association (GLCA) (2001).[15]
- Melhores livros de 2000, da Detroit Free Press (2000).
- Livros favoritos de 2000, do Chicago Tribune (2000).
- Prêmio Pre-Press Short Fiction Award (1995).

## Ligações Externas
- Sítio oficial
- Podcast interview with Michael Zadoorian about The Leisure Seeker and the differences between the book and the movie, Daily Detroit
- Interview with Michael Zadoorian, Crain's Detroit
- Michigan Public Radio interview with Michael Zadoorian about The Narcissism of Small Differences
- Michael Zadoorian's LitHub essay on writing The Narcissism of Small Differences

- Biblioteca de Michigan anuncia vencedor do prêmio Michigan Author Award de 2022